# The Singles: 1969–1973
 The Singles: 1969–1973 – pierwszy kompilacyjny album rodzeństwa  Richarda i Karen Carpenter. Ukazał się nakładem wytwórni A&M Records 9 listopada 1973 r. pod numerem katalogowym SP 3601. Zawiera 12 utworów ze szczytów list przebojów. W Stanach Zjednoczonych uzyskał status ośmiokrotnej platynowej płyty, natomiast w Wielkiej Brytanii przez 17 tygodni znajdował się na szczycie listy najlepiej sprzedających się albumów. 

## Lista utworów
| #  | Tytuł                            | Kompozytorzy                           | Czas |
| -- | -------------------------------- | -------------------------------------- | ---- |
| A1 | „We've Only Just Begun"          | Paul Williams; Roger Nichols           | 4:03 |
| A2 | „Top of the World”               | Richard Carpenter; John Bettis         | 2:56 |
| A3 | „Ticket to Ride”                 | John Lennon; Paul McCartney            | 4:10 |
| A4 | „Superstar"                      | Bonnie Bramlett; Leon Russell          | 3:49 |
| A5 | „Rainy Days and Mondays"         | Paul Williams; Roger Nichols           | 3:40 |
| A6 | „Goodbye to Love"                | Richard Carpenter; John Bettis         | 3:50 |
| B1 | „Yesterday Once More"            | Richard Carpenter; John Bettis         | 3:50 |
| B2 | „It's Going to Take Some Time"   | Carole King; Toni Stern                | 2:55 |
| B3 | „Sing"                           | Joe Raposo                             | 3:20 |
| B4 | „For All We Know"                | Fred Karlin, Jimmy Griffin, Robb Royer | 2:34 |
| B5 | „Hurting Each Other"             | Gary Geld; Peter Udell                 | 2:46 |
| B6 | „(They Long to Be) Close to You” | Burt Bacharach; Hal David              | 3:42 |

## Single EP

### Ticket to Ride
- Singiel  7” promocyjny wydany w USA w 1973 przez A&M Records – (LLP 238)

1. „Ticket to Ride” (wersja z 1973 r.)
2. „(They Long to Be) Close to You"
3. „We've Only Just Begun"
4. „Top of the World"
5. „Rainy Days and Mondays"